# 聖宗徒堂 (威尼斯)

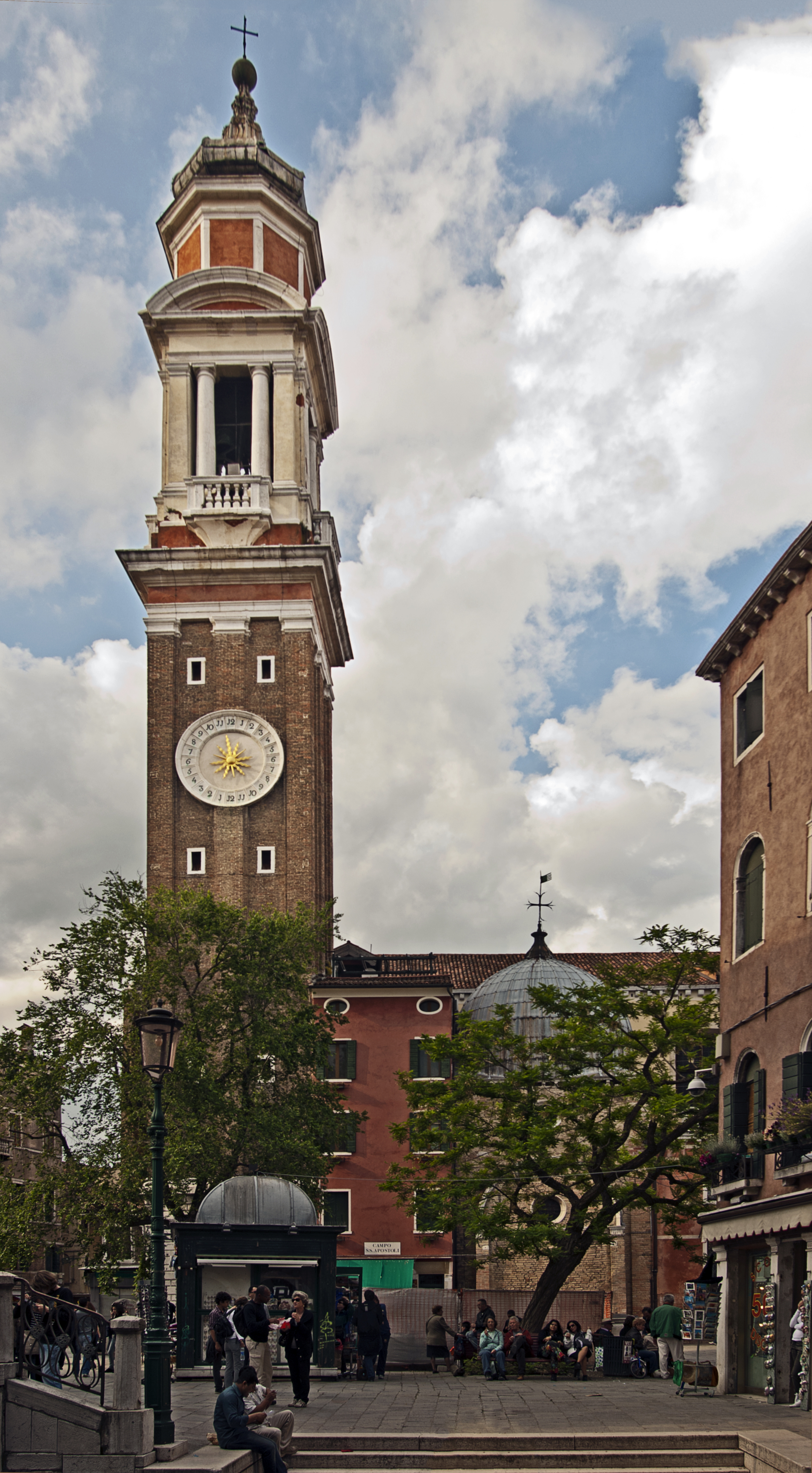
聖宗徒堂

聖宗徒堂 （Chiesa dei Santi Apostoli di Cristo）是位於義大利北部城市威尼斯卡納雷吉歐區的一座羅馬天主教的教堂。該教堂始建於7世紀時期，是威尼斯歷史最古老的教堂之一。教堂自修建以來經歷過多次變革，現在的建築是1575年重建後的產物。